# Xihe
Xihe (kinesisk: 羲和; pinyin: Xīhé) var solgudinde i kinesisk mytologi, tilbedt af forskellige folkeslag i Kina og andre asiatiske lande. Hun var Solmoderen til de 10 solskiver, da i Kina og Asien troede man oprindeligt, at der var 10 sole. 
Siden Shang-dynastiet fra 1250 år fvt. har man i Kina brugt en 10-dags uge til at beregne tiden med. 10-dags systemet var kaldt 'De Himmelske Stammer', hvor hver ugedag var symboliseret med en sol og havde sit eget navn. Derfor tilbad folket Xihe-gudinden som Solmoderen, der havde født 10 solskiver, som hun tog sig af hver dag. Ugen med 10 soldage var hermed basis for det kinesiske solare kalendersystem. Dette ugesystem kan sammenlignes med den oprindelige 9-dags uge i det antikke Romerrige, inden romerne gik over til sumerisk 7-dages uge, og med 9-dags ugen i hedenske Litauen. 
Xihe optræder som par og pendant for den kinesiske månegudinde Changxi, der så var Månemoderen, som fødte 12 måner. De tolv måner var symbol for de 12 lunare måneder i et kalenderår og var del af 12 års systemet, kaldt De Jordiske Grene. De Jordiske Grenes 12 måneder sat sammen med De Himmelske Stammer 10 soldagesugen er det lunisolare kinesiske kalendersystem, brugt den dag i dag i Kina og andre asiatiske lande. De asiatiske 12 måneder har som "Jordiske Grene" pendant i 12-års systemet med de 12 dyr, som i Vesten er blevet berømt som den kinesiske dyrekreds, mens 10-dagesugen ikke er så kendt.
Hver dag i solugen ville en af solskiverne efter tur stige op fra Fusang morbærtræet og begive sig op til himmelen, kørt i en solvogn med sin solmoder XiHe som kusk. Solvognen var trukket af solgudindens dragehest Longma, symboliseret af en drage og hest hybrid, eller bare af en kinesisk drage. 
Tilsvarende ville en enkel af de 12 måner vise sig om natten. 
Hermed troede man i Kina, at både solgudinden Xihe og månegudinden Changxi havde opfundet sol-månekalenderen for at holde styr på, hvilke af deres talrige børn, der skulle frem den dag eller nat. 
I Kina troede man også, at hver aften ville XiHe bade sine 10 solbørn i en flod for rituelt at rense og rengøre dem efter de samlede støv fra Jorden på deres omrejse.
Samme gjaldt for månegudinden Changxi, der også rituelt badede sine 12 månebørn i en flod. 
Da de to gudinder optræder som par af modsætninger, symboliserer og hersker over den kinesiske sol-månekalender, var Xihe og Changxi også blevet opfattet som ypperste symboler for Yin og Yang. Hermed var Xihe yang som solgudinde og Changxi yin som månegudinde, når yin-yang konceptet blev udviklet med fremgang af daoismen i Kina. 
XiHe og ChangXi var begge gift med den øverste himmelgud Di Jun. Hermed var Di Jun fader til XiHes 10 solbørn og til de 12 månebørn sammen med Changxi.

## Solkrage mytologi
Solen er i Asien symboliseret af en trebenet krage. Treben og triskeler, sammen med de firbenede svastikaer, er siden stenalderen kendt i de fleste kulturer over hele jorden som symboler på bevægelse, især solens tilsyneladende bevægelse. Triskelen var brugt i Asien til stammebomærker, hvorved symbolet udvikledes til en sort, trebenet fugl. 
I Kina var den mest populære solkrage kaldet for Gyldne Solkrage, Yangwu eller Jinwu, og var malet gylden eller rød, jævnfør ildfuglen Fønix i andre kulturer. 
De 10 solkrager boede i et rødt morbærtræ, kaldet Fusang (kinesisk: 扶桑), sammen med deres solmoder Xihe, i sagnslandet Fusang langt væk i østen, der hvor solen stiger op. Solskiverne med kragerne ville hænge i Fusangtræet, og hver dag ville en solskive stige helt op i træet, sættes på solvognen og trækkes i solvognen hele dagen, indtil solnedgang. 
I vesten voksede et tilsvarende træ, kaldet Ruomu (若木) hvor solskiverne ville hvile efter solnedgang.

## Solmyte om de 10 uvorne sole
En meget populær solmyte i Kina fortæller, at en dag omkring 2170 år fvt. var de ti solkrager blevet rigtig uvorne og kom ud på himlen alle ti. Det var meget kedeligt for dem at ride på himlen med solvognen hver dag, så de blev enige om at flyve ud alle sammen. Det blev til en katastrofe for Jordens befolkning og dyr, hvor der opstod tørkekatastrofe, skovbrande raserede, verden gik i brand, jorden tørrede ud og blev til ørken og folk blev forbrændte af solen. Di Jun blev alarmeret om hans 10 uvorne børn og sendte bueskytterguden Houyi for at få styr på dem. 
Først truede Houyi solkragene med at skyde dem, hvis de ikke opførte sig ordentligt og tog hjem, så der kun var en sol tilbage på himlen. Kragerne var dog så næsvise, at de ville ikke høre efter og blev ved med at more sig på himlen alle ti. Så blev Houyi rigtig sur og begyndte at skyde solkragene ihjel med sine pile. Da han havde skudt ni af dem, fløj den sidste solkrage væk og gemte sig under jorden. Himmelguden Di Jun kom til undsætning og fik Houyi til at lade den sidste sol være, fordi verdenen havde stadig brug for solen. Så kom den sidste sol frem fra skjul og har siden opført sig ordentligt og altid stået op og gået ned i tide. Dette svarer til den græske forklaringsmyte om solen, hvor Helios gav sin uvorne og uerfarne søn Foibos lov til at køre solvognen, men den unge kusk kørte solskiven alt for tæt på jorden og derved opstod ørken i Afrika og tørke, afrikanere blev sorthudede, og Foibos blev slået ihjel for at stoppe tørkekatastrofen. 

## Myten om de 10 uvorne solkrager afbildet
Her på relief fra Wu Liang templet fra omk. år 200 kan man se en scene, hvor Xihe spænder hendes drage-hest Longma for sin solvogn, under Fusang træet, med solkragene flyvende omkring. Bueskytten HouYi sigter med buen på en af solkragene øverst i træet.